# Opius coriaceus
Opius coriaceus är en stekelart som beskrevs av Charles Joseph Gahan 1917. Opius coriaceus ingår i släktet Opius och familjen bracksteklar. Inga underarter finns listade i Catalogue of Life.